# میشل فیتزجرالد
میشل فیتزجرالد (۱۷ سپتامبر ۱۹۸۸) یک بازیکن فوتبال اهل نیوزیلند است. وی در تیم ملی فوتبال نیوزیلند بازی کرده است.